# Leoš Janáček
Leoš Janáček (Hukvaldy, 3. srpnja 1854. – Moravská Ostrava, 12. kolovoza 1928.), češki skladatelj.
Studirao je Pragu, Leipzigu i Beču. Vodio je orguljašku školu u Brnu, koja je njegovom zaslugom postala konzervatorij, a kasnije je bio profesor kompozicije u Pragu. Proučavajući češki i moravski folklor, razvio je tzv. teoriju govorne melodije koja je postala ishodište njegova glazbeno-dramatskog stila. Prošao je impresionističku fazu, ali dolazi do individualnog, ekspresionističkog izraza. 
Njegova glazba prožeta je češkim nacionalnim duhom. Obrađivao je narodne pjesme i pisao teoretska djela, članke i kritike.

## Djela

### Opere
- "Njezina pastorka",
- "Katja Kabanova",
- "Iz mrtvog doma",
- "Doživljaji lukave lije".

### Vokalne kompozicije
- "Glagoljska misa",
- "Hradčanske pjesmice".